# Descanso (genre)
Pour l’article homonyme, voir Descanso.
Genre
Descanso est un genre d'araignées aranéomorphes de la famille des Salticidae.

## Distribution
Les espèces de ce genre se rencontrent en Amérique du Sud et au Panama.

## Liste des espèces
Selon World Spider Catalog (version 21.5, 09/01/2021) :
- Descanso chapoda Peckham & Peckham, 1892
- Descanso discicollis (Taczanowski, 1878)
- Descanso insolitus Chickering, 1946
- Descanso peregrinus Chickering, 1946
- Descanso sobrius Galiano, 1986
- Descanso vagus Peckham & Peckham, 1892
- Descanso ventrosus Galiano, 1986

## Publication originale
- Peckham & Peckham, 1892 : « Ant-like spiders of the family Attidae. » Occasional Papers of the Natural History Society of Wisconsin, vol. 2, no 1, p. 1-84 (texte intégral).